# Paul de Man
Paul de Man (6. prosince 1919, Antverpy – 21. prosince 1983, New Haven, Connecticut) byl americký literární teoretik.

## Život
Narodil se 6. prosince 1919 v belgických Antverpách. Na bruselské Svobodné universitě studoval chemii a společenské vědy (promoval v roce 1942). Za války se živil jako žurnalista a překladatel (pořídil např. vlámský překlad Melvillova Moby Dicka). V roce 1947 emigroval do Spojených států amerických, kde v 50. letech studoval na Harvardu (postgraduální titul ze srovnávací literatury získal v roce 1960). Přednášel na Cornellu (1960-69), Curyšské univerzitě (1963-70), Johns Hopkins University (1968-70) a od roku 1970 do své smrti na Yale. Paul de Man zemřel 21. prosince 1983 na rakovinu.

## Dílo
Paul de Man byl vůdčím představitelem avantgardní literární teorie v USA.
V teorii poznání a interpretace vychází z kritiky tradičních sémantických koncepcí. Ty byly podle de Mana založeny na jednotě znaku a významu. To je podle něho scestné, protože jazyk přesně neznázorňuje mimojazykovou oblast.
Odmítl konstituování vědeckého jazyka, který by byl univerzální, popsal by zkoumání kultury, umění a literatury a to i z jiných kulturněhistorických období.
Kritizuje strukturalisty za prosazování privilegovaného hlediska. Struktura není organizující princip. Struktury jsou klamné, jsou to mýty.

## Primární literatura (chronologicky)
- Blindness & Insight: Essays in the Rhetoric of Contemporary Criticism. New York: Oxford University Press, 1971.
- Allegories of Reading: Figural Language in Rousseau, Nietzsche, Rilke, and Proust. New Haven: Yale University Press, 1979.
- Blindness and Insight: Essays in the Rhetoric of Contemporary Criticism. 2nd edition, revised. Introduction by Wlad Godzich. Minneapolis: University of Minnesota Press, 1983.
- The Rhetoric of Romanticism. New York: Columbia University Press, 1984.
- The Resistance to Theory. Foreword by Wlad Godzich. Minneapolis: University of Minnesota Press, 1986.
- Wartime Journalism, 1939-1943. Edited by Werner Hamacher, Neil Hertz, and Thomas Keenan. Lincoln: University of Nebraska Press, 1988.
- Critical Writings, 1953-1978. Edited and with an Introduction by Lindsay Waters. Minneapolis: University of Minnesota Press, 1989.
- Romanticism and Contemporary Criticism: The Gauss Seminar and Other Papers. Edited by E.S. Burt, Kevin Newmark and Andrzej Warminski. Baltimore and London: Johns Hopkins University Press, 1993.
- Aesthetic Ideology. Edited with an Introduction by Andrzej Warminski. Minneapolis: University of Minnesota Press, 1996.

## Sekundární literatura (alfabeticky)
- Cohen, Tom, Barbara Cohen, J. Hillis Miller, and Andrzej Warminski, eds. Material Events: Paul de Man and the Afterlife of Theory. Minneapolis: University of Minnesota Press, 2001.
- de Graef, Ortwin. Serenity in Crisis: A Preface to Paul de Man, 1939-1960. Lincoln: University of Nebraska Press, 1993.
- de Graef, Ortwin. Titanic Light: Paul de Man's Post-Romanticism, 1960-1969. Lincoln: University of Nebraska Press, 1995.
- Derrida, Jacques. Mémoires: For Paul de Man. Cecile Lindsay, Jonathan Culler, Eduardo Cadava, trs. New York: Columbia University Press, 1986.
- Gasché, Rodolphe. The Wild Card of Reading: On Paul de Man (Cambridge, Massachusetts: Harvard University Press, 1998.
- Hamacher, Werner, Neil Hertz, and Thomas Keenan, eds., Responses: On Paul de Man's Wartime Journalism. Lincoln: University of Nebraska Press, 1989.
- McQuillan, Martin. Paul de Man. London: Routledge, 2001.
- Norris, Christopher. Paul de Man: Deconstruction and the Critique of Aesthetic Ideology. New York & London: Routledge, 1988.
- Waters, Lindsay and Wlad Godzich, eds. Reading de Man Reading. Minneapolis: University of Minnesota Press, 1989.